# Alfred de Montvaillant
Henri-Michel-Alfred Rieu de Montvaillant (usuellement Alfred de Montvaillant) est un poète français né à Anduze le 27 décembre 1826 et décédé le 26 janvier 1906. Il a écrit en français et en provençal, sous l'influence de Frédéric Mistral. Il signe parfois Alfred Rieu de Montvaillant.

## Famille
Le nom de Montvaillant remonte à un certain Jean de Castel, seigneur de Montvaillant, qui est mentionné à Florac en 1579 ; il existe toujours un  château de Montvaillant à la Salle-Prunet (dénommé autrefois la Salle-Montvaillant), hameau voisin de Florac. Un Rieu, avocat à l’époque de Louis XV, achète le titre. Par la suite, la famille Rieu de Montvaillant s'est installée notamment à Anduze et à Mialet.  
Le père du poète, Jean-Pierre Eugène Rieu de Montvaillant, épouse le 29 janvier 1826, Marie-Louise Tirza Montaud, héritière du château situé à Boisset-et-Gaujac, qui sera dès lors connu sous le nom de château de Montvaillant. Jean-Pierre Eugène Rieu de Montvaillant est magistrat, conseiller à la Cour de Nîmes, et aussi un peintre au talent reconnu. 

## Biographie
Alfred de Montvaillant fait, comme ses ancêtres, des études de droit et devient avocat au barreau de Paris. Outre son activité poétique dans le sillage de Mistral, il fut maire de Boisset-et-Gaujac. 
Alfred de Montvaillant épouse Philippine Brunel le 29 mai 1869 à Nîmes.
Il décède à 79 ans en 1906 et son fils Alfred hérite du château qu’il vend en 1932, pour payer ses dettes, à un pasteur retraité, Monsieur Brunel, qui, à son tour le cède en novembre 1940 à un Monsieur Élie Cohen. 

## Œuvres
Alfred de Montvaillant est l'auteur d'une série de poèmes exaltant une religiosité nettement protestante, d'abord sous forme de nouvelle versification française des principaux livres de l'Ancien Testament, puis sous forme de poèmes originaux (voir par exemple le recueil "les roses de Saron", paru en 1905).
Il est aussi l'auteur de plusieurs fables : 
- La puce et la pucelle
- L’enfant et le sauvageon
- Les deux plaideurs
- Le secret de réussir
- La jambe de bois
- La cane déshonorée
- La dette acquittée
- Le sou perdu
- Rendez le bien pour le mal
- Le crapaud et la rose
- Richesse n’est pas bonheur
- La Couverture coupée en deux
- La tache d’huile ou la mauvaise compagnie
- Le mauvais pli
- L’abeille sans dard
- La coquette et le ver luisant

Il remporta le concours organisé par la ville de Nîmes dans le cadre du salon régional agricole de 1862, pour le livret d'une cantate dont la mise en musique avait été confiée au Nîmois Ferdinand Poise. Le livret d'Alfred de Montvaillant fut choisi par Ferdinand Poise parmi 600 candidats et 3 finalistes, par ce qu'il lui semblait "se prêter le mieux aux effets qu'il méditait", "par le rythme et par les consonances"
Il est l'auteur d'un article sur Florian paru dans le Bulletin de l'Académie de Nîmes en 1879.

### Ouvrages d'Alfred de Monvaillant publiés par lui-même
- Joseph, poème biblique, éditeur Dentu, Paris, 1884
- Notre-Seigneur Jésus-Christ ou L'Évangile poétique, éditions Fischbacher, Paris, 1896
- Poètes bibliques : le Livre de Job mis en vers français / poètes bibliques, éditions Fischbacher, Paris, 1897
- Poètes bibliques : le Livre de Jérémie le prophète et le livre de Baruch mis en vers français, éditions Fischbacher, Paris, 1898
- Poètes bibliques : Le Livre de Job, Ésaïe, Jérémie, les Lamentations de Jérémie, Baruch, mis en vers français, éditions Fischbacher, Paris, 1898
- Poètes bibliques : le Livre d'Ésaïe, le prophète, mis en vers français, éditions Fischbacher, Paris, 1898
- Poètes bibliques : Ézéchiel, Daniel, les petits prophètes mis en vers français, éditions Fischbacher, Paris, 1899
- Poètes bibliques : Salomon, les Proverbes, l'Ecclésiaste, le Cantique des cantique, l'Ecclésiastique mis en vers français, éditions Fischbacher, Paris, 1899
- Poètes bibliques : poésie des patriarches ; cantiques de Moïse, Débora, David, Judith, etc. mis en vers français, éditions Fischbacher, Paris, 1900
- Les roses de Saron, poésies, éditions Fischbacher, Paris, 1905
- Hymnes et cantiques, poésies, éditions Fischbacher, Paris, 1906[6]

### Ouvrages publiés après sa mort
- Essai sur la poésie évangélique en Allemagne d'après Schneider, mis en français, éditions Fischbacher, Paris, 1907[6]
- Les passiflores, poésies, éditions Fischbacher, Paris, 1907[6]
- Autour du Lac de Tibériade, poésies, éditions Fischbacher, Paris, 1909
- Roses et cyprès, éditions Fischbacher, Paris, 1911
- Fables et Apologues, éditions Fischbacher, Paris, 1914
- Euterpe, chœurs et romances, éditions Fischbacher, Paris, 1916
- L’œuvre poétique d'Alfred de Montvaillant, préface d'Auguste Duc, éditions Fischbacher, Paris, 1927